# Hofbauer (Familienname)
Hofbauer ist ein häufiger Familienname im deutschsprachigen Raum.

## Namensherkunft
Als einen Hofbauern bezeichnet man einen zu einem Gehöft gehörigen oder dem Hof zum Dienst verpflichteten Bauern – ähnlich wie Hofmann bzw. Hoffmann. Dem Sinn nach verwandt ist auch die altfränkische Bezeichnung Huber (nach der im Frankenreich üblichen Wirtschaftseinheit Hube).

## Varianten
- Hoffbauer

## Namensträger
- Albert Hofbauer (1910–1991), österreichischer Politiker (SPÖ)
- Andreas Leopold Hofbauer (* 1967), österreichischer Philosoph, Schriftsteller und Übersetzer
- Anna Hofbauer (* 1988), deutsche Musicaldarstellerin
- Arnošt Hofbauer (1869–1944), tschechischer Maler, Grafiker und Illustrator
- Bruno Hofbauer (* 1967), österreichischer Generalleutnant
- Carl Hofbauer (1855–1916), österreichischer Zuckerbäcker
- Clemens Hofbauer, Pseudonym von Bernhard Grzimek (1909–1987), deutscher Tierfilmer und Verhaltensforscher
- Dominik Hofbauer (* 1990), österreichischer Fußballspieler
- Ernst Hofbauer (1925–1984), deutscher Regisseur
- Friedl Hofbauer (1924–2014), österreichische Schriftstellerin
- Fritz Hofbauer (1884–1968), österreichischer Schauspieler und Hörspielsprecher
- Gerhard Hofbauer (1938–2021), österreichischer Handballfunktionär
- Gert Hofbauer (1937–2017), österreichischer Musiker und Dirigent
- Guggi Hofbauer (* 1986), österreichischen Kabarettistin
- Günter Hofbauer (* 1959), deutscher Fahrzeugentwickler
- Hannes Hofbauer (* 1955), österreichischer Autor und Verleger
- Harald Hofbauer (* 1956), österreichischer Schauspieler und Musicaldarsteller
- Heinz Hofbauer (* 1944), Schweizer Maler und Dekorateur
- Helmut Hofbauer (* 1973), österreichischer Philosoph
- Johann Hofbauer (1950–2020), österreichischer Politiker (ÖVP)
- Johann Hofbauer (Aphoristiker) (* 1962), deutscher Aphoristiker
- Josef Hofbauer (Architekt) (1875–1936), österreichischer Architekt
- Josef Hofbauer (Schriftsteller) (1886–1948), österreichischer Schriftsteller und Journalist
- Josef Hofbauer (Fußballspieler, 1901) (1901–??), österreichischer Fußballspieler
- Josef Hofbauer (Maler, 1907) (Josef Hofbauer sen.; 1907–1998), deutscher Maler
- Josef Hofbauer (Fußballspieler, II), österreichischer Fußballspieler
- Josef Hofbauer (Maler, 1948) (Josef Hofbauer jun.; * 1948), deutscher Maler
- Josef Hofbauer (Mathematiker) (* 1956), österreichischer Mathematiker
- Karl Hofbauer (Heimatforscher) (1829–1871), österreichischer Beamter und Heimatforscher
- Karl Hofbauer (Fabrikant) (1881–1944), deutscher Glasfabrikant
- Karl Hofbauer (Jurist) (1911–??), österreichischer Jurist und SS-Führer
- Klaus Hofbauer (1947–2021), deutscher Politiker (CSU)
- Klemens Maria Hofbauer (Clemens Maria Hofbauer; 1751–1820), österreichischer Prediger
- Louis Hofbauer (1889–1932), österreichischer Maler
- Ludwig Hofbauer (1843–1923), österreichischer Maler und Grafiker
- Manfred Hofbauer (* 1960), österreichischer Politiker (FPÖ)
- Marcus Hofbauer (* 1981), österreichischer Sportmediziner, Unfallchirurg und Autor
- Martin Hofbauer (Historiker), deutscher Offizier und Militärhistoriker
- Martin Hofbauer (Fußballspieler) (1992–2015), österreichischer Fußballspieler
- Matthias Hofbauer (* 1981), Schweizer Unihockeyspieler
- Maximilian Hofbauer (* 1990), deutscher Eishockeyspieler
- Michael Hofbauer (Politiker), deutscher Landwirt und Politiker, MdL Bayern
- Michael Hofbauer (Kunsthistoriker) (* 1961), deutscher Kunsthistoriker
- Michael Hofbauer (Journalist) (* 1975), deutscher Journalist
- Michal Hofbauer (1964–2013), tschechischer Schauspieler
- Otto Hofbauer (auch Karl Hofbauer; * 1932), österreichischer Fußballspieler
- Peter Hofbauer (Politiker) (1886–1962), österreichischer Bauer und Politiker (CS)
- Peter Hofbauer (Fernsehproduzent) (* 1946), österreichischer Fernsehproduzent, Theaterleiter und Musicalautor
- Peter Hofbauer (Basketballspieler) (* 1998), österreichischer Basketballspieler
- Reinhard Hofbauer (1907–1976), deutscher Architekt
- Rudolf Hofbauer (1931–2020), österreichischer Lyriker und Komponist
- Simon Hofbauer (* 1987), österreichischer Politiker (Grüne)
- Ulrike Hofbauer, deutsche Sängerin (Sopran)